# Powstanie feskie
Powstanie feskie – zamieszki antyfrancuskie ludności Fezu i okolic, które wybuchły 17 kwietnia 1912 roku na wieść o podpisaniu traktatu feskiego. Porządek został częściowo przywrócony 21 kwietnia przez przybyłego z posiłkami generała Charles'a Moiniera. Ostatecznie niepokoje wygasły pod koniec maja, za sprawą dyplomatycznych zabiegów generała Louis Lyauteya.

## Tło wydarzeń
Podpisanie w 1906 roku traktatu w Algieciras ustalało podział sfer wpływu w Maroku pomiędzy III Republikę Francuską a Królestwo Hiszpanii. Na wieść o treści porozumienia w 1907 roku wybuchły w Maroku antyeuropejskie zajścia, które posłużyły Francji za pretekst, do zwiększenia obecności militarnej w tym państwie. W 1908 roku sułtanem Maroka został Mulaj Hafid, który odsunął od władzy swojego zdominowanego przez Europejczyków brata, Abd al-Aziza. Mimo że podczas walki przeciwko bratu często używał hasła dżihadu, sam został zmuszony do stopniowego podporządkowania się Francji. W lutym 1910 roku Francuzi wymusili na sułtanie zaciągnięcie pożyczki w wysokości 101 milionów franków, co wiązało się z zajęciem przez nich pod zastaw większości dochodów państwa. Fakt ten zraził islamską ludność do sułtana, w kwietniu 1911 roku berberscy koczownicy podjęli próbę obalenia władcy, rozpoczynając oblężenie Fezu. Ostatecznie sułtan zwrócił się o pomoc do Francji, która udzieliła mu pomocy uzależniając go od siebie również militarnie.
Ostatnim krokiem do ustanowienia francuskiego protektoratu w Maroku miało być formalne przekazanie władzy Francuzom. W tym celu sporządzono traktat, na mocy którego sułtan, cały czas pozostając nominalnym władcą Maroka, scedował całą faktyczną władzę w ręce protektorów. Po zatwierdzeniu dokumentu przez wielkiego wezyra Mohammeda el Mokri 24 marca 1912 roku, ambasador francuski Eugenio Regnault udał się do Fezu. Przedstawił on 26 marca Mulajowi Hafidowi treść porozumienia i rozpoczął wywieranie presji na marokańskim sułtanie. Ten, pomimo oporów i chęci abdykacji, 30 marca zatwierdził dokument, zwany od miejsca podpisania traktatem feskim.  
Informacja o podpisaniu traktatu szybko rozprzestrzeniła się w mieście, doszła też do pobliskich plemion. Traktat rozumiany był przez Marokańczyków jako akt sprzedaży ich państwa, co wywołało przygnębienie, a potem bunt ludności. Były to uczucia wspólne dla wszystkich warstw społecznych, ogólny był sprzeciw wobec przejęcia realnej władzy przez niewiernych, warstwa urzędnicza obawiała się dodatkowo spadku dochodów na skutek zapowiadanych reform. Mulaj Hasafid zaczął być postrzegany był jako francuski więzień, siłą zmuszony do podpisania dokumentu. W celu odebrania Regnaultowi traktatu, ściągnęły pod miasto plemiona berberskie i arabskie z równiny Sais i Średniego Atlasu.

## Przebieg rozruchów
Powstanie rozpoczęło się 17 kwietnia o godzinie 10 rano. Wtedy to w oddziałach wojskowych złożonych z Marokańczyków żołnierze podnieśli bunt przeciwko francuskim oficerom, zabijając kilkunastu z nich. Zamieszki przeniosły się na ulice Fezu, gdzie tłum rozpoczął linczowanie napotkanych obywateli Francji, oszczędzając przy tym jednak pozostałych Europejczyków. Zabito też Francuzów obsługujących radiostację. Ogółem z rąk buntowników zginęło 29 osób narodowości francuskiej.
W celu odzyskania kontrolowanego przez buntowników miasta wyruszyły z Tiflet wojska, pod dowództwem generała Charles'a Émila Moiniera. Dzięki znacznie przeważającej technice i braku organizacji przeciwnika, Moinier już 21 kwietnia doprowadził do uspokojenia sytuacji. Generał postanowił również przeprowadzić działania odwetowe. Miasto miało zostać karnie zbombardowane przez francuską artylerię, sam ostrzał ograniczył się jednak wyłącznie do dzielnicy zamieszkanej przez Żydów. Dodatkowo rozstrzelano 48 buntowników – sprawców zabójstw oraz nałożono na mieszkańców kontrybucję wojenną. 
Rząd Raymonda Poincaré winą za wybuch powstania obarczył generała Moiniera i ambasadora Regnaulta. Do Maroka został 24 maja wysłany generał Louis Hubert Gonzalve Lyautey, który miał objąć stanowisko komisarza-rezydenta generalnego. Lyautey rozpoczął swoje urzędowanie od próby załagodzenia sytuacji w mieście – anulował kontrybucję zarządzoną przez Moiniera. Swoje decyzje konsultował z ulemami, czym pozyskał sobie ich poparcie. Nastroje w mieście uspokoiły się do końca maja.